# Music Player Daemon
Music Player Daemon (MPD) — музыкальный проигрыватель с клиент-серверной архитектурой, который воспроизводит музыку из указанного каталога. Воспроизведением управляют при помощи клиента. Управлять сервером (демоном) можно с любой машины из сети, но слушать музыку можно и на своём компьютере, если программу-клиент MPD настроить на подключение к локальному хосту (localhost).
Такая технология имеет ряд преимуществ. Для работы MPD не нужна X Window System, поэтому перезапуск X или закрытие программы-клиента не влияет на проигрывание (есть и клиенты, которые могут работать в командной строке, например, mpc и ncmpc); на сервере с MPD может даже не быть монитора. Воспроизведением можно управлять с других компьютеров, а также мобильных устройств (есть клиентские приложения для iOS, Android, Symbian и многих других платформ). Управлять воспроизведением музыки можно не только через локальную сеть, но и через Интернет (конфигурационный файл позволяет задать, на каких именно сетевых интерфейсах должен работать сервер).
Даже если установка клиентского приложения на устройство, с которого необходимо управлять воспроизведением, по каким-то причинам невозможна, то остаётся возможность установить такое клиентское приложение, к которому можно обращаться с других узлов через веб-браузер.
MPD использует базу данных (как и некоторые другие медиаплееры), чтобы хранить основную информацию о музыкальных файлах (название трека, исполнителя, название альбома и пр.). Как только демон запущен, база данных будет полностью сохранена в оперативной памяти, и нет никакой необходимости обращаться к диску с целью поиска песни и прочтения тегов аудиофайла.

## Возможности
- Поддержка форматов Ogg Vorbis, FLAC, OggFLAC, MP2, MP3, MP4/AAC, MOD, Musepack, APE и WAV, а также всех остальных, которые поддерживаются FFMpeg.
- Удалённое управление MPD через сеть (есть поддержка IPv4 и IPv6).
- Потоковое HTTP воспроизведение FLAC, OggFLAC, MP3 и Ogg Vorbis.
- Читает и кэширует информацию метаданных (теги) — (ID3 (id3v1 и id3v2)), комментарии Vorbis и теги MP4.
- MPD умеет перекодировать теги.
- Поддержка буфера при проигрывании (предотвращает пропуски при высокой загруженности или большом времени отклика сети).
- Воспроизведение музыки без кратковременных пауз между композициями (gapless playback — особенно важен при прослушивании записей с концертов, а также оперы).
- Поддержка плавного наложения/плавного перехода (Crossfading).
- Поддержка прокрутки.
- Поддержка Cue sheets (как встроенных в теги файла, так и внешних)[3].
- Возможность обновления только части базы данных.
- Сохранение, загрузка и управление плей-листами (в формате m3u, с относительными или абсолютными путями).
- Контроль громкости (OSS, ALSA и программные микшеры).
- Поддержка широкого диапазона аудиоустройств (OSS, ALSA, Sun, esd, ARts, PulseAudio и др.), в том числе и потокового вещания (Icecast, также имеет встроенный сервер).
- Минимальные системные требования.
- Демон тестирован на Linux, FreeBSD, OpenBSD, NetBSD, Solaris и HP-UX.
- Возможность скроблинга на Last.fm. Начиная с версии 0.18 скробблинг осуществляется при помощи плагинов mpdas или mpdscribble. Некоторые клиенты имеют встроенный скробблер[4].

## Клиенты
MPD разработан для архитектуры клиент-сервер, где клиенты взаимодействуют с MPD по сети. Таким образом, для того, чтобы управлять MPD, нужно установить MPD-клиент.

### Веб-клиенты
- phpMp — Веб-интерфейс, написанный на PHP.
- phpMp2 — Другой веб-интерфейс, написанный на PHP.
- Jinzora — Основана на потоковом сетевом протоколе и имеет систему управления медиабиблиотекой.
- Ampache — Сетевая утилита для управления, обновления и проигрывания ваших аудиофайлов.
- MPC-Front — Веб-интерфейс, написанный на PHP (в качестве бэкенда требуется установленный и настроенный консольный клиент mpc).
- MPC Web Shell — Ещё один веб-интерфейс, написанный на PHP (также требуется консольный клиент mpc). Отличается от «MPC-Front» более изящным оформлением.
- ympd — Веб-интерфейс, написанный на C.

### Графические клиенты
- Ario — графический клиент, написанный на GTK+, внешне похож на Rhythmbox.
- Cantata — графический клиент, написанный на Qt.
- gmpc — Gnome Music Player Client, один из самых функциональных клиентов.
- LnkMusic — графический клиент с интерфейсом, напоминающим Amarok.
- kmp — графический клиент, написанный на Qt.
- QMPDClient — ещё один графический клиент, написанный на Qt4.
- Quimup — минималистичный клиент, использующий Qt4.
- MPDCon — графический клиент для GNUstep.
- glurp — графический клиент, написанный на GTK+.
- Gimmix — графический клиент, написанный на GTK+.
- Sonata — графический клиент, написанный на PyGTK.
- WMmp — Window Maker dockapp.
- MpcOSX — Mac OS X клиент.
- Theremin — Mac OS X клиент с поддержкой Growl и обложек альбомов.
- Sonix — клиент для Palm OS (high res).

### Консольные клиенты
- ncmpc — консольный клиент, основанный на ncurses.
- ncmpcpp — консольный клиент, основанный на ncurses.
- mpc — консольный клиент (часто используется для управления MPD с помощью скриптов).
- bashmp — клиент, написанный на bash.

### Остальные клиенты
- mpcstick — Linux joystick client.
- arthist  — клиент, написанный на Perl (генерирует блог активности MPD).
- Music Player Minion (недоступная ссылка) — дополнение для браузера Mozilla Firefox.

### Клиенты для Android
- Bitmpc
- Droid MPD Client
- ThreeMPD
- MPDriod

### Клиенты для iOS
- MPoD — iPhone- / iPod Touch-клиент.
- MPaD — iPad-клиент.

### Клиенты для Sailfish OS
- SMPC